# Ordre de bataille de l'Armée française pendant la guerre du Rif
Lors de la guerre du Rif, l'Armée française engage d'abord contre les Rifains des partisans marocains et des unités de l'Armée d'Afrique. Les échecs français face à Abdelkrim el-Khattabi poussent à l'arrivée de renforts métropolitains et des tirailleurs de l'Armée du Rhin.

## Ordre de bataille
Début 1925, alors qu'Abdelkrim se renforce après ses victoires sur le territoire du protectorat espagnol, l'Armée française ne compte que 41 bataillons, dont 23 près de la frontière avec les insurgés.
En avril 1925, les Français engagent des groupes mobiles dans la bataille de l'Ouergha, renforcés d'unité venues d'Algérie au fur et à mesure que les tribus marocaines se rallient aux Rifains,.
L'échec français conduit à l'appel de nombreux renforts, en particulier les troupes en occupation en Allemagne.
En août-septembre 1925, l'Armée regroupe 150 000 hommes, répartis ainsi,, :
- Secteur ouest, général Pruneau :
  - 128e division d'infanterie, général Hergault
    - 225e et 256e brigades

  - 35e division d'infanterie, général Pruneau (commandant également le secteur)
    - 69e et 70e brigades
- Secteur centre, général Marty :
  - 2e division marocaine de marche, général Billotte
    - 3e et 4e brigades

  - 3e division marocaine de marche, général Goureau
    - 5e et 6e brigades
- Secteur est (19e corps d'armée de marche), général Boichut
  - 11e division d'infanterie, général Simon
    - 21e et 22e brigades

  - 1re division marocaine de marche, général Noguès
    - 1re et 2e brigades
- Division marocaine (en réserve autour de Fez), général Marty (commandant également le secteur centre)
  - 7e et 8e brigades

L'arrivée de ces puissantes unités mènent les Rifains à éviter le combat contre ces forces trop puissantes et paradoxalement la plupart des combats sont menés par les moghzanis, les goumiers et autres partisans, soutenus par des brigades légères.
En mai 1926 :
- Groupement de Taza :
  - Division marocaine
  - 1re division marocaine de marche

- Groupement de Fez :
  - 2e division marocaine de marche
  - 4e division marocaine de marche (ex-35e DI)
  - 128e division d'infanterie, général Monhoven
- Réserve générale :
  - 3e division marocaine de marche

## Aviation
Au début de la guerre franco-rifaine, l'aéronautique militaire compte au Maroc un régiment à dix escadrilles, le 37e régiment d'aviation. Chaque escadrille compte huit avions, en général des Breguet 14 A2.
Le 7 août 1925, l'Escadrille chérifienne, des mercenaires américains rattachés officiellement à la garde royale marocaine, rejoignent le conflit. Le 28 août 1925, l'Armée reçoit le renfort de l'escadrille 5B2 de la Marine nationale dotée de bombardiers lourds Farman Goliath F.60 Jupiter. Des renforts arrivent d'Algérie dès avril et début septembre on compte 22 escadrilles au Maroc, dont 20 au nord.